# Ferdinand Antonín Mladota ze Solopisk
Ferdinand Antonín Mladota ze Solopisk německy Ferdinand Anton Mladota von Solopisk, 1652 – 17. října 1726, Soutice) byl český šlechtic, svobodný pán z rodu Mladotů ze Solopisk.

## Život

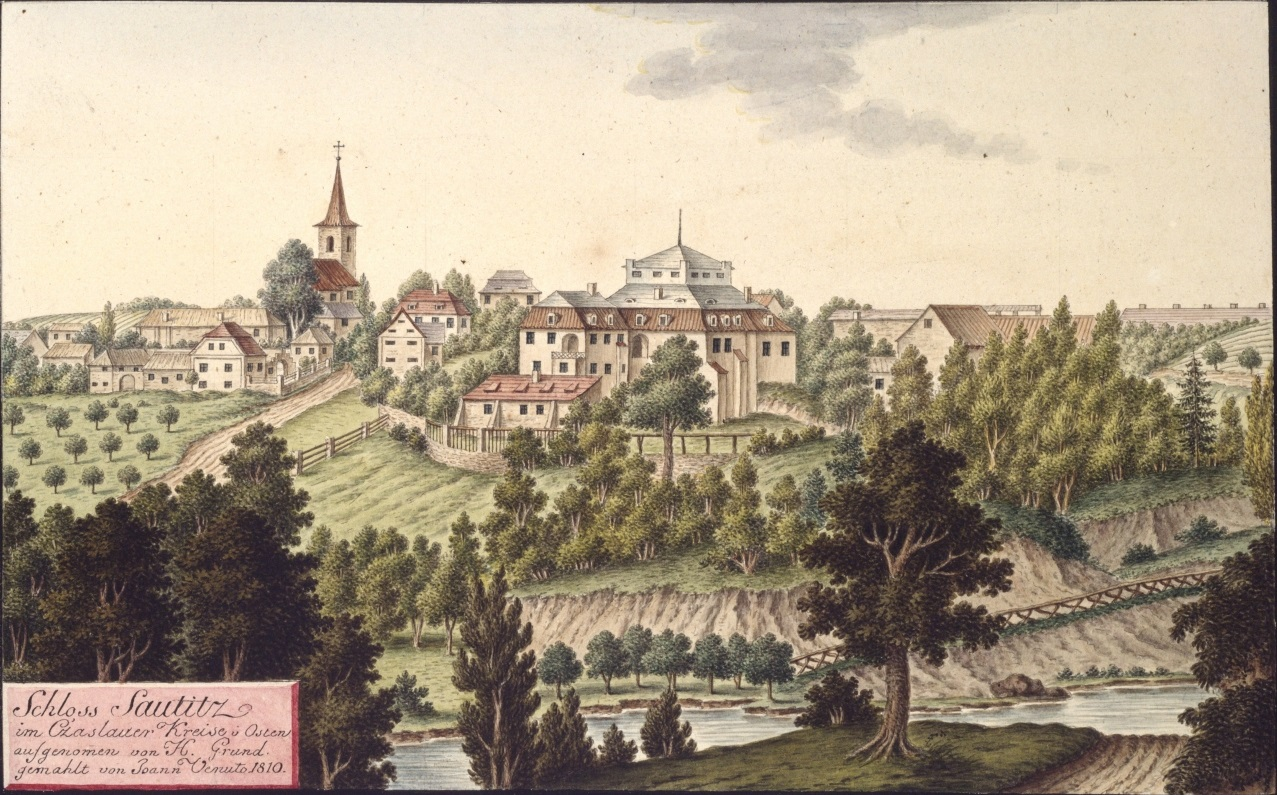
Soutice

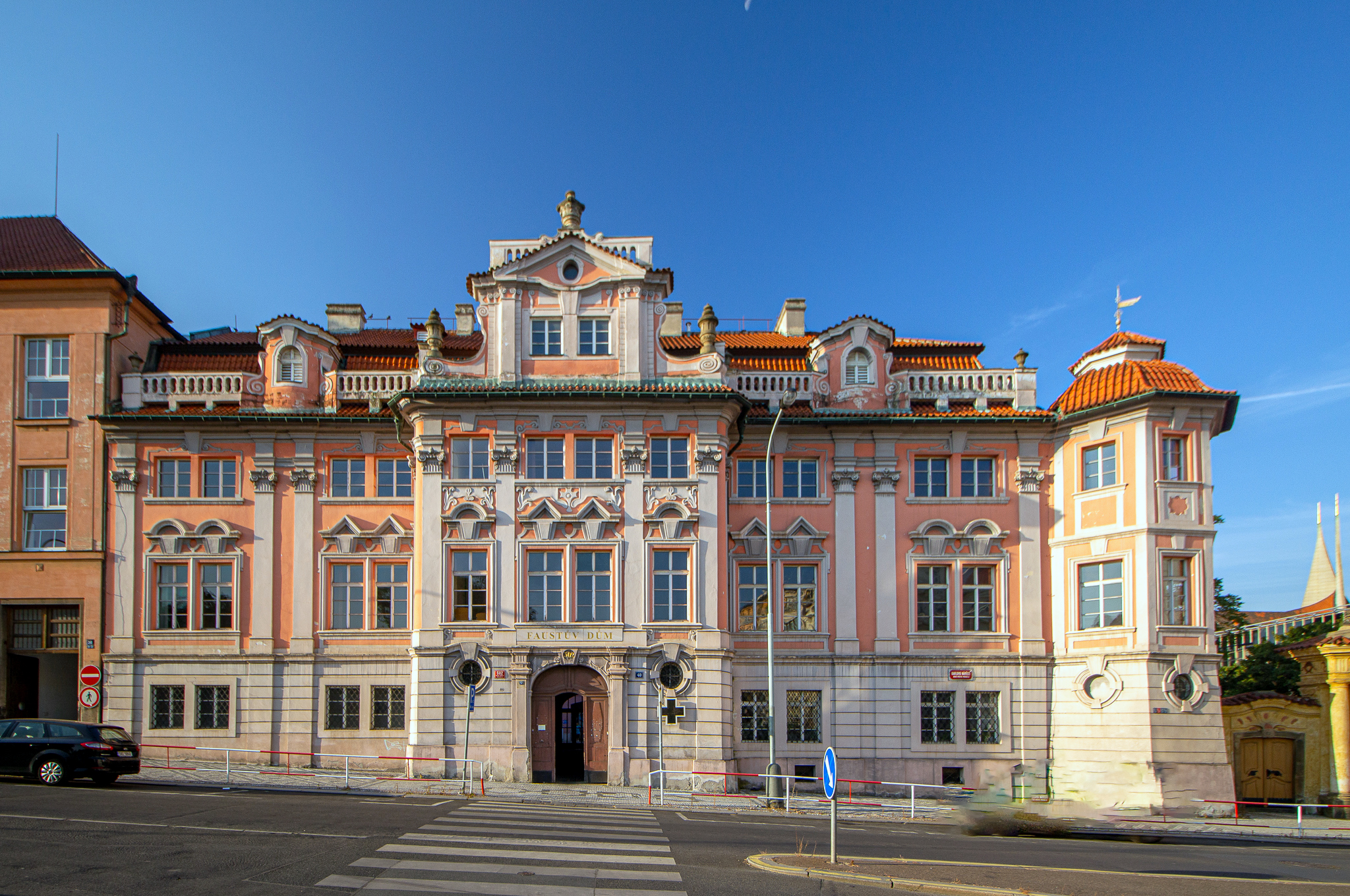
Mladotovský palác v Praze zvaný Faustův dům

Narodil se jako třetí syn Viléma Jindřicha Mladoty († 17.4.1691) a jeho manželky, Marie Magdalény Studenecké z Pašiněvsi. Měl starší bratry Adama Ignáce (1673–1708) a Václava Rudolfa († 1710) a mladší Jana Viléma († kolem roku 1710) a Viléma Ignáce († 1709). 
Od roku 1684 vlastnil Nejepín a do roku 1692 též Lukavec. V roce 1693 koupil Zruč nad Sázavou, kterou v roce 1700 vyměnil za Ostředek. V roce 1694 koupil Soutické panství. 
Věnoval se alchymii a v roce 1724 se mu podařilo nabýt zpět rodový dům na dnešním Karlově náměstí na pražském Novém Městě, včetně většiny původních privilegií svázaných s domem z dob držby opavskými vévody, mezi něž patřilo také právo azylové. V domě prováděl chemické pokusy, často končící explozí, dnes známý jako Faustův dům. 
V důsledku toho nechal nad vstupní branou na červenou mramorovou desku vytvořit nápis se zlaceným nápisem: 
| „ | Has aedes veterum favor et clementia Regum Omnibus exemtas juribus esse jubet. Audeat ergo jugum nemo servile minari Mladota quas habitat, servat alitque Deus. | “ |

Deska se ztratila při pozdějších úpravách domu.

### Manželství a rodina
Ferdinand Antonín byl třikrát ženatý. Ze třetího manželství se Zuzanou Adélou Golčovou z Golče, dcerou Jana Karla Golče a jeho manželky Mechtyldy z Fürthu, měl syna Františka Michala a dcery Marii Annu a Zuzanu Františku, provdanou Příchovskou z Příchovic.

#### Smrt a odkaz
Ferdinand Antonín svobodný pán Mladota ze Solopisk zemřel v Souticích ve věku 74 let. Po jeho smrti připadl majetek jeho synovi Františku Michalovi, který však vstoupil do jezuitského řádu. Celý majetek tak získal řád, který ho prodal Františkově matce a sestrám. Soutice připadly jedné ze sester Marii Anně, kvůli dluhům však skončily v dražbě, po které přešly do majetku druhé ze sester Zuzany Františky a jejího manžela ze severoitalského rodu Josefa Františka Puteaniho. Jejich syn, František Antonín baron Puteani, založil roku 1780 v zámku školu pro výcvik hospodářských úředníků. Ten nechal opravit vstupní bránu. V roce 2012 zdědil zámek Jan Horsky, který pokračuje v rekonstrukci.